# Ania Monica Caill
Ania Monica Caill (n. 24 octombrie 1995, Limoges, Franța)  este o schioare alpină de origine franceză, care concurează la nivel internațional pentru România. Ea a reprezentat România la Jocurile Olimpice de iarnă din 2014 la probele de schi alpin.
Caill a concurat inițial pentru Franța, câștigând campionatele franceze la categoria ei de vârstă în 2011. Ea a trecut la echipa României în iunie 2012 invocând lipsa de oportunitate pe care o avea în echipa Franței care urma să concureze la Soci. Are voie să concureze pentru România pentru că este țara în care s-a născut mamei ei.
Caill este înscrisă la clubul Corona Brașov unde îl are ca antrenor pe Ionuț Achiriloaie.

## Rezultatele Cupei Mondiale

### Rezultate per disciplină
| Disciplina   | Începe CM-ul | Top 30 CM | Top 15 CM | Top 5 CM | Podium WC | Cel mai bun rezultat | Cel mai bun rezultat      | Cel mai bun rezultat |
| Disciplina   | Începe CM-ul | Top 30 CM | Top 15 CM | Top 5 CM | Podium WC | Data                 | Locație                   | Loc                  |
| ------------ | ------------ | --------- | --------- | -------- | --------- | -------------------- | ------------------------- | -------------------- |
| Slalom       | 0            | 0         | 0         | 0        | 0         |                      |                           |                      |
| Slalom uriaș | 2            | 0         | 0         | 0        | 0         | 22 decembrie 2013    | Val-d'Isère, Franța       | al 59-lea            |
| Super-G      | 11           | 0         | 0         | 0        | 0         | 24 ianuarie 2021     | Crans-Montana⁠(d), Elveția | al 37-lea            |
| Coborâre     | 15           | 0         | 0         | 0        | 0         | 22 februarie 2020    | Crans-Montana⁠(d), Elveția | al 35-lea            |
| Combinate    | 1            | 0         | 0         | 0        | 0         | 18 decembrie 2015    | Val-d'Isère, Franța       | 33                   |
| Total        | 29           | 0         | 0         | 0        | 0         |                      |                           |                      |

- Clasament până la 25 ianuarie 2021

## Rezultatele Campionatului Mondial
| An     |        |                 |                 |                 |                 |                     |                 |
| Vârstă | Slalom | Gigant Slalom   | Super G         | Coborâre        | Combinate       | Eveniment în echipă |                 |
| 2015   | 19     | —               | 54              | —               | —               | —                   | —               |
| 2017   | 17     | Nu a participat | Nu a participat | Nu a participat | Nu a participat | Nu a participat     | Nu a participat |
| 2019   | 23     | —               | —               | 28              | 37              | —                   | —               |
| 2021   | 25     |                 |                 | DNS             | 30              |                     | —               |

## Rezultate olimpice
| An     |        |               |         |          |           |                     |     |
| Vârstă | Slalom | Gigant Slalom | Super G | Coborâre | Combinate | Eveniment în echipă |     |
| 2014   | 18     | —             | 51      | 30       | DNF       | 22                  | N/A |
| 2018   | 22     | —             | DNS     | 36       | 28        | —                   | —   |

## Controversă
Federația Română de Schi Biatlon a decis să nu o includă pe Ania Caill în lotul pentru Jocurile Olimpice de la Beijing din 2022. Caill s-a plâns că și la competiții anterioare, FRSB a avut tentative de a nu o trimită ca parte a lotului însă Federația se răzgândea în ultima clipă și o lăsa să participe. În ianuarie 2022 Caill era pe locul 197 la nivel mondial și asta a permis ca România să primească un loc suplimentar pentru a trimite 3 sportivi în loc de 2 la Jocurile Olimpice. Federația a respins însă participarea sportivei, motiv pentru care o companie care sponsoriza federația și-a retras sprijinul.